# Ka-Zar
Ka-Zar (pronunciato "KAY-SAR") è il nome di due personaggi immaginari tarzanidi pubblicati negli Stati Uniti. Il primo, alter ego di David Rand, esordì nel 1936 in racconti pubblicati su pulp magazine e fu adattato da Ben Thomson nel 1939 come personaggio per storie a fumetti della Timely Comics, casa editrice che poi divenne la Marvel Comics mentre il secondo e più famoso fu l'alter ego di Kevin Plunder che esordì successivamente, nel 1965, sempre in albi a fumetti della Marvel.

## Ka-Zar, il grande (David Rand)
Ka-Zar, il cui vero nome è David Rand, è un personaggio dei fumetti, ideato da Bob Byrd nel 1936 e inizialmente apparso in racconti a puntate in una rivista pulp omonima, quindi trasposto in fumetto dal 1939 al 1942 per i disegni di Ben Thompson. La prima pubblicazione come pulp era dalla Manvis Publishing Company di Charles Goodman, con soli 3 numeri, dal 1936 al 1937. Il personaggio fu ripreso e pubblicato a fumetti su Marvel Comics n. 1 dell'ottobre 1939 dalla Timely Comics (oggi Marvel Comics) fino al 1942. La prima storia a fumetti era l'adattamento del racconto originale King of Claw and Fang di Bob Byrd, pubblicato inizialmente nella rivista pulp.

### Biografia del personaggio
John Rand, il giovane proprietario di una miniera di diamanti nella regione sudafricana di Transvaal, insieme alla moglie (Connie) e al figlioletto di tre anni (David), intraprese un viaggio in aereo da Johannesburg a Il Cairo, dove si trovava il suocero.
Mentre stavano sorvolando il Congo Belga (Repubblica Democratica del Congo), però, l'aereo precipitò nella giungla, vicino ad un lago: i tre sopravvissero ma in seguito alle ferite di Connie furono costretti a fermarsi nella giungla.
Connie morì poi di febbre e John, in conseguenza a un brutto colpo in testa, sembrò perdere qualsiasi desiderio di tornare nella civiltà: crebbe il figlio facendogli credere che fossero i legittimi re della giungla, i suoi protettori contro i pericoli provenienti dalla civiltà.
David fin dall'inizio si dimostrò incline alla vita nella giungla.
Un giorno riuscì a liberare un leone, intrappolato nelle sabbie mobili: da allora lui e il leone, Zar, divennero amici inseparabili.
Quando David aveva solo 13 anni il padre fu ucciso da Paul DeKraft, un cercatore di tesori senza scrupoli. David si trasferì nella caverna di Zar e cambiò il suo nome in Ka-Zar - "Fratello di Zar".
Col tempo Ka-Zar fu riconosciuto re della giungla dagli indigeni. DeKraft tornò alla testa di un manipolo di uomini alla ricerca delle ricchezze naturali della zona, e si trovò quindi ad affrontare David.
Essendo stato messo in guardia dalla Torcia Umana del fatto che Namor stava creando delle onde gigantesche che minacciavano di distruggere il regno della giungla, Ka-Zar costruì un'arca grandissima, grazie al lavoro di elefanti e grandi primati, assicurando così un luogo sicuro in caso di allagamento (su Human Torch Comics n. 5 (erroneamente numerata 5), Autunno 1941).
Ka-Zar continuò ad opporsi alle forze combinate di soldati tedeschi e italiani che invadevano la sua terra. Quando le forze naziste scaricarono sostanze chimiche nella giungla per privare i loro alleati italiani di tutta la vita per costruire basi per loro, Ka-Zar si infiltrò in un campo italiano e rubò un carro armato.  Prendendo d'assalto una base nazista, Ka-Zar rubò un aereo da combattimento nazista e usò la stessa sostanza chimica che usavano nella giungla per uccidere i nazisti.  Individuando uno stendardo nazista che sventolava sulla casa del principe arabo Ali Hamud, Ka-Zar indagò. Ka-Zar fu scambiato per l'ufficiale militare tedesco, il capitano Ollendorff, e apprese che Hamud stava aiutando i nazisti permettendo loro di sbarcare nella sua proprietà per rifornirsi prima di attaccare le colonie africane della Gran Bretagna. La vera identità di Ka-Zar fu scoperta quando il vero Ollendorff contattò Hamud via radio e fu gettato in una fossa di gladiatori per combattere per la sua vita.  Ka-Zar fu salvato dal fratello di Ali, Saba, che sacrificò la sua vita distruggendo la casa di Ali dopo che Ka-Zar uccise Ali e fuggì dalla proprietà nell'attentatore di Ollendorff.
La forza dell'esplosione causò lo schianto dell'aereo di Ka-Zar che rimase gravemente ferito. Fu recuperato da uno stregone che guarì Ka-Zar e lo riportò in salute dandogli un infuso che era stato usato secoli prima dalla tribù degli stregoni per ottenere una forza sovrumana. Ka-Zar continuò le sue esplorazioni nella giungla incontrando la casa del famigerato cacciatore di avorio Kirk Heinrick. Heinrick tentò di convincere Ka-Zar ad aiutarlo a cacciare gli elefanti. Inorridito, Ka-Zar guidò un esercito di elefanti ad attaccare la casa di Heinrick. L'esito della battaglia è sconosciuto, tuttavia è improbabile che Heinrick e i suoi aiutanti siano sopravvissuti all'attacco.
L'ultima avventura documentata di Ka-Zar alla fine del 1941 lo vide in viaggio verso l'Africa Equatoriale Francese per prestare il suo aiuto allo sforzo bellico. Aiutò la nave francese contro un U-Boot nazista, distruggendolo. Ka-Zar è stato visto per l'ultima volta giurare di distruggere le forze naziste che hanno tentato di invadere la sua casa.
Il destino di Ka-Zar rimane sconosciuto.

## Ka-Zar, lord della giungla (Kevin Plunder)
Ka-Zar, il cui vero nome è Lord Kevin "Reginald" Plunder, è un personaggio dei fumetti creato da Stan Lee (testi) e Jack Kirby (disegni).  La sua prima apparizione avviene in The X-Man (vol. 1) n. 10 (marzo 1965), pubblicato dalla Marvel Comics.

### Biografia del personaggio

Ka-Zar alza Devil con le braccia, disegni di Colan/Giacoia

Poiché, durante una conferenza in Antartide, alcuni agenti avevano cercato di rubare il misterioso anti-metallo da lui ritrovato nella Terra Selvaggia, Lord Plunder decide di separare i due figli e di rifugiarsi con il maggiore, Kevin, in quella zona. Egli viene poi ucciso da Maa-Gor, membro di una tribù di uomini primitivi, mentre il figlio Kevin viene salvato dalla tigre Zabu, che lo porta nella Terra delle Nebbie. Viene ribattezzato Ka-Zar, cioè “Figlio della Tigre” (Zabu è un felino preistorico del genere Smilodon, il genere più noto delle cosiddette tigri dai denti a sciabola).
Una volta diventato adulto, Ka-Zar viene sfidato dal fratello Parnival, trasformatosi in un super-malvagio denominato il Saccheggiatore, per recuperare la metà della chiave che il padre gli aveva affidato: un catalizzatore per attivare il potere del Vibranio di “sciogliere” gli altri metalli vicini.
Autonominatosi protettore della Terra Selvaggia, Ka-Zar affronta molte avventure e trova diversi alleati supereroi. Infine si innamora e sposa Shanna la diavolessa, da cui ha avuto anche un figlio, Matthew.

### Poteri e abilità
Pur essendo un semplice essere umano sprovvisto di poteri, Kevin è molto forte nel combattimento corpo a corpo, e anche nell'arte della sopravvivenza, in virtù del fatto che è cresciuto in un habitat selvaggio, inoltre è un esperto di pesca e caccia.
Kevin utilizza diverse armi come arco e frecce, una fionda, il suo coltello bowie, e altre armi primitive, inoltre è capace di comunicare con alcuni animali.

## Altri media

### Televisione
Ka-Zar (Kevin Plunder) compare in:
- L'Uomo Ragno
- Insuperabili X-Men
- Super Hero Squad Show
- Ultimate Spider-Man

### Videogiochi
Ka-Zar (Kevin Plunder) compare in:
- X-Men Legends II: L'Era di Apocalisse
- Marvel vs. Capcom 3: Fate of Two Worlds
- Marvel: Avengers Alliance
- Marvel Heroes